# Ma Zhiyuan
Pour les articles homonymes, voir Ma.
Dans ce nom, le nom de famille, Ma, précède le nom personnel.
Œuvres principales
L'Automne au palais des Han
Ma Zhiyuan (chinois 馬致遠, EFEO Ma Tche-yuan), né vers 1250 à Dadu, mort vers 1321-1322, est un écrivain chinois. Il est l'un des grands dramaturges de la dynastie Yuan. Plusieurs de ses pièces, du style zaju, ont un thème taoïste. Il est aussi considéré comme le grand poète de la dynastie Yuan.

## Biographie
Ma Zhiyuan est né à Dadu (Pékin sous les Mongols) vers 1250. Il a occupé des postes administratifs mineurs dans le Sud.

## Œuvre

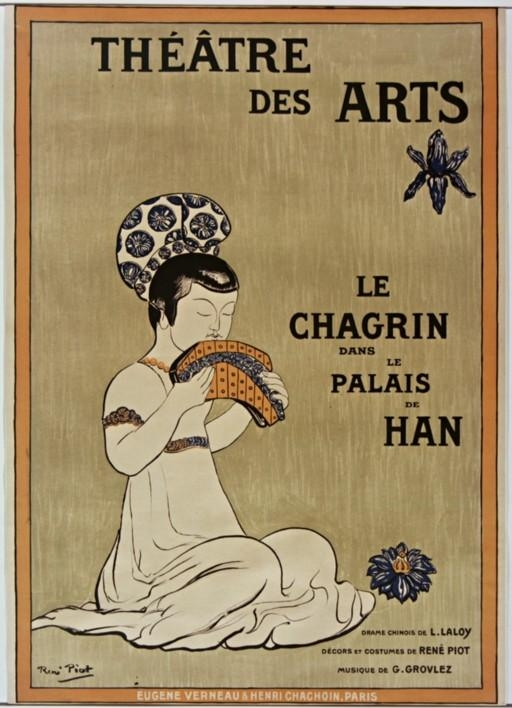
Le Chagrin dans le palais des Han, affiche de René Piot, 1911. Affiche de la pièce L'Automne au palais des Han de Ma Zhiyuan jouée au Théâtre des Arts, dans une traduction de Louis Laloy.

Il ne reste aujourd'hui que sept des pièces de Ma Zhiyuan, sur les treize qui lui sont attribuées. Il dispute le titre de premier des dramaturges de la dynastie Yuan à Guan Hanqing, auquel il est souvent comparé. Plusieurs de ses pièces sont inspirées de la tradition taoïste du Quanzhen. Par rapport au théâtre de Guan Hanqing, perçu comme engagé, les pièces de Ma Zhiyuan privilégient le détachement et la sérénité. Son style littéraire, plus raffiné, se retrouve dans ses sanqu, forme poétique pour laquelle il est aussi hautement apprécié,.
L’Automne au palais des Han (汉宫秋, Hangong qiu) est sa pièce la plus célèbre. Elle se déroule à l'époque de l'empereur Yuan des Han. Le rôle principal, chargé des parties chantées, est donné à l'empereur.
Elle reprend le thème de Wang Zhaojun, mariée par l'empereur Yuandi des Han à un empereur Xiongnu dans le cadre de sa politique d'alliances diplomatiques. Les Xiongnu espéraient une princesse, mais la tradition prétend que Yuandi, réservant ses filles pour des alliances chinoises, avait décidé d'envoyer une des nombreuses concubines de son palais qu'il n'avait encore jamais vues. Le choix se fit sur portrait, Yuandi ayant soin de choisir la moins belle. Sur cette trame, Ma Zhiyuan imagine un amour de Wang Zhaojun pour l'empereur, et une trahison du peintre Mao Yanshou, élevé à la dignité de conseiller, qui la représente à son désavantage. Quand Yuandi la voit enfin en chair et en os avant son départ, il regrette sa décision, mais son Premier ministre lui conseille de mener à bien le projet d'alliance pour le bien de l’état. Wang Zhaojun, par loyauté, laisse ses beaux atours dans le palais Han et se lamente en récitant le poème de Li Bai :
Aujourd’hui une femme du palais Han

Demain une épouse en terre de Hu

Comment supporterais-je (de me vêtir des robes de mon maître)

D’accroître ma beauté pour un autre.
Sa loyauté envers l’empereur la conduira au suicide dans la rivière du Dragon Noir, frontière entre les deux pays, en murmurant : « Empereur Han, cette vie s'achève pour moi. Je vous attendrai dans la vie à venir. »
Une pièce contemporaine, Pluie sur les sterculiers de Bai Pu, traite d'un sujet similaire, celui des amours tragiques de l'empereur Xuanzong et Yang Guifei.
Plusieurs des pièces de Ma Zhiyuan sont inspirées du taoïsme, et plus précisément trois d'entre elles ont pour thème une conversion. Dans Le Rêve du Millet jaune, adaptée d'un conte de Shen Jiji de la dynastie Tang, la conversion est celle de Lü Dongbin, l'un des Huit Immortels. Dans Le Pavillon Yueyang, c'est celle de l'esprit d'un saule et d'un prunier, que le même Lü a ressuscités. Dans Ren le Frénétique, la conversion est celle d'un boucher. Toutes se produisent après que les personnages ont réussi à surmonter une série d'obstacles. Chen Tuan dort sur les cimes raconte comment le légendaire patriarche Chen Tuan parvient, après avoir résisté à diverses tentations, à réaliser son objectif de mener une vie d'ermite. Détachement à l'égard du monde ou absence d'engagement caractérisent l'œuvre de Ma Zhiyuan, attitude qui était aussi celle de nombreux lettrés de son temps. Mais Ma Zhiyuan sait y ajouter un humour certain,.
Wang Zhe, le fondateur de la secte Quanzhen, et son successeur Ma Danyang étaient devenus assez populaires pour être des personnages de théâtre. Dans Ren le Frénétique, Ma Dayang entreprend de convertir la population de Ganhezhen, où vit Ren le boucher et immortel qui s'ignore, au végétarisme. Chargés par ses confrères bouchers en passe d'être ruinés de tuer Ma Dayang, Ren est lui-même converti.
Larmes sur la tunique sombre est une pièce tirée d'un poème de Bai Juyi, La Ballade du luth. Elle est la seule à avoir pour personnage principal une femme.
La Stèle du temple Jianfu raconte l'histoire d'un lettré confucéen qui réussit aux examens après bien des déboires.

## Liste des pièces
- Chen Tuan dort sur les cimes (Chen Tuan gaowo)
- Le Pavillon Yueyang (Yueyang lou)
- Larmes sur la tunique sombre (Qingshan lei)
- L'Automne au palais des Han (Han gong qiu)
- Le Rêve du millet jaune (Huangliang meng)
- Ren le Frénétique
- La Stèle du temple Jianfu

## Traductions
Théâtre :
- Le Chagrin au palais de Hán, dit aussi Le Chagrin dans le palais des Han, adaptation par Louis Laloy de L'Automne au palais des Han, 1911 [rééd. 1943]
- Le Rêve du millet jaune : drame taoïste du XIIIe siècle, trad. Louis Laloy, 1935, Desclée de Brouwer [lire en ligne]

Poésie :
- Paul Demiéville (dir.), Anthologie de la poésie chinoise classique, Paris, Gallimard, 1962, rééd. coll. « Poésie »  — Ma Tche-yuan, p. 470-473